# Ульман, Иона Ефремович
Ио́на Ефре́мович У́льман (19 декабря 1907 (1 января 1908), Гришино, Бахмутский уезд, Екатеринославская губерния, Российская империя ― 27 сентября 1990, Челябинск, СССР) — советский учёный, инженер-механик, доктор технических наук (1964), профессор (1966), Заслуженный деятель науки и техники РСФСР (1970), лауреат премии Совета Министров СССР (1984), ректор Челябинского института механизации и электрификации сельского хозяйства (1960—1973). Известен как один из основоположников теории восстановления сельскохозяйственной техники, создатель научной школы ремонтников.

## Биография
Родился 19 декабря 1907 года (1 января 1908 года) в селе Гришино (Бахмутский уезд, Екатеринославская губерния), в семье часовых дел мастера Ефрема Юделевича Ульмана (1879—?) и Веры Исаевны Ульман (1883—?).
В 1931 году окончил Ленинградский политехнический институт. Получив диплом, работал инженером по направлению в совхозе Казахской ССР. Затем переехал в Москву, где работал младшим научным сотрудником Всесоюзного института механизации сельского хозяйства. Был старшим методистом раздела «Новое в деревне» на Всесоюзной сельскохозяйственной выставке.
С 1940 года начал преподавать в Уральском институте механизации и электрификации сельского хозяйства. В 1943 году стал доцентом.
В годы Великой Отечественной войны наряду с работой в институте был начальником ремонтного пункта при Челябинском областном военном комиссариате. С 1954 по 1957 год трудился директором Есаульской машинно-тракторной станции в Сосновском районе Челябинской области, которая под его руководством стала образцово-показательной.
В 1960 году Иона Ульман был назначен ректором Челябинского института механизации и электрификации сельского хозяйства. В 1964 году успешно защитил диссертацию на соискание учёной степени доктора технических наук. По его инициативе в институте была создана отраслевая научно-исследовательская лаборатория. Возглавлял вуз до 1973 года.
В 1973 году был избран профессором. Стал одним из основоположников теории восстановления сельскохозяйственной техники, создал научную школу ремонтников. Под его руководством защитили докторские и кандидатские диссертации 123 человека. Написал около 400 научных работ, в том числе 13 монографий. Получил 6 авторских свидетельств на изобретения.
В 1970 году Ульман был удостоен почётного звания «Заслуженный деятель науки и техники РСФСР». Лауреат премии Совета Министров СССР (1984), награждён знаками «Отличник высшей школы», «Отличник сельского хозяйства СССР» и «Отличник Госкомсельхозтехники СССР».
Также награждён двумя Орденами Трудового Красного Знамени, «Знак Почёта» и медалями.
Скончался 27 сентября 1990 года в Челябинске.